# Redemptoristenkirche (Hernals)

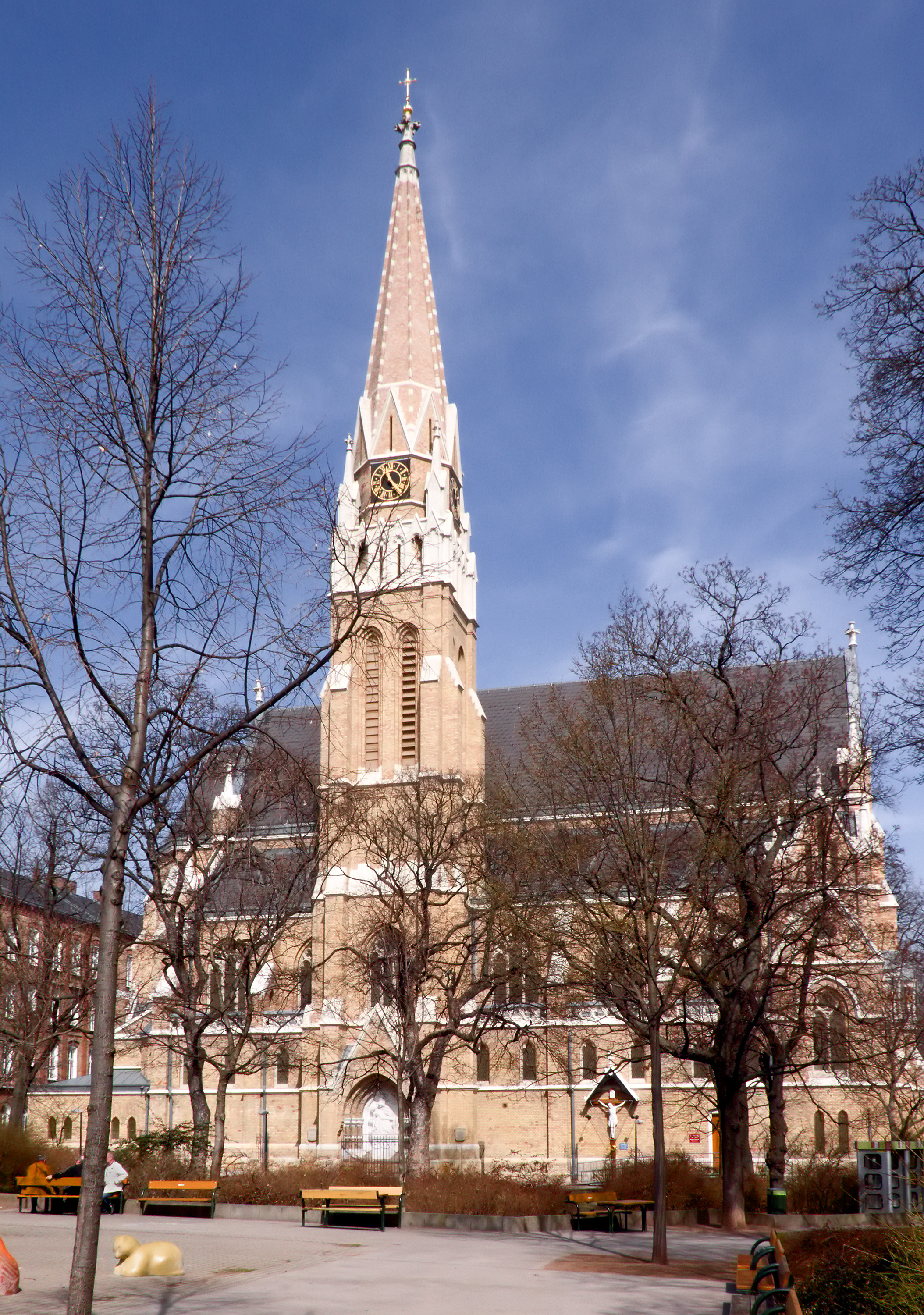
Die Redemptoristenkirche, Südseite

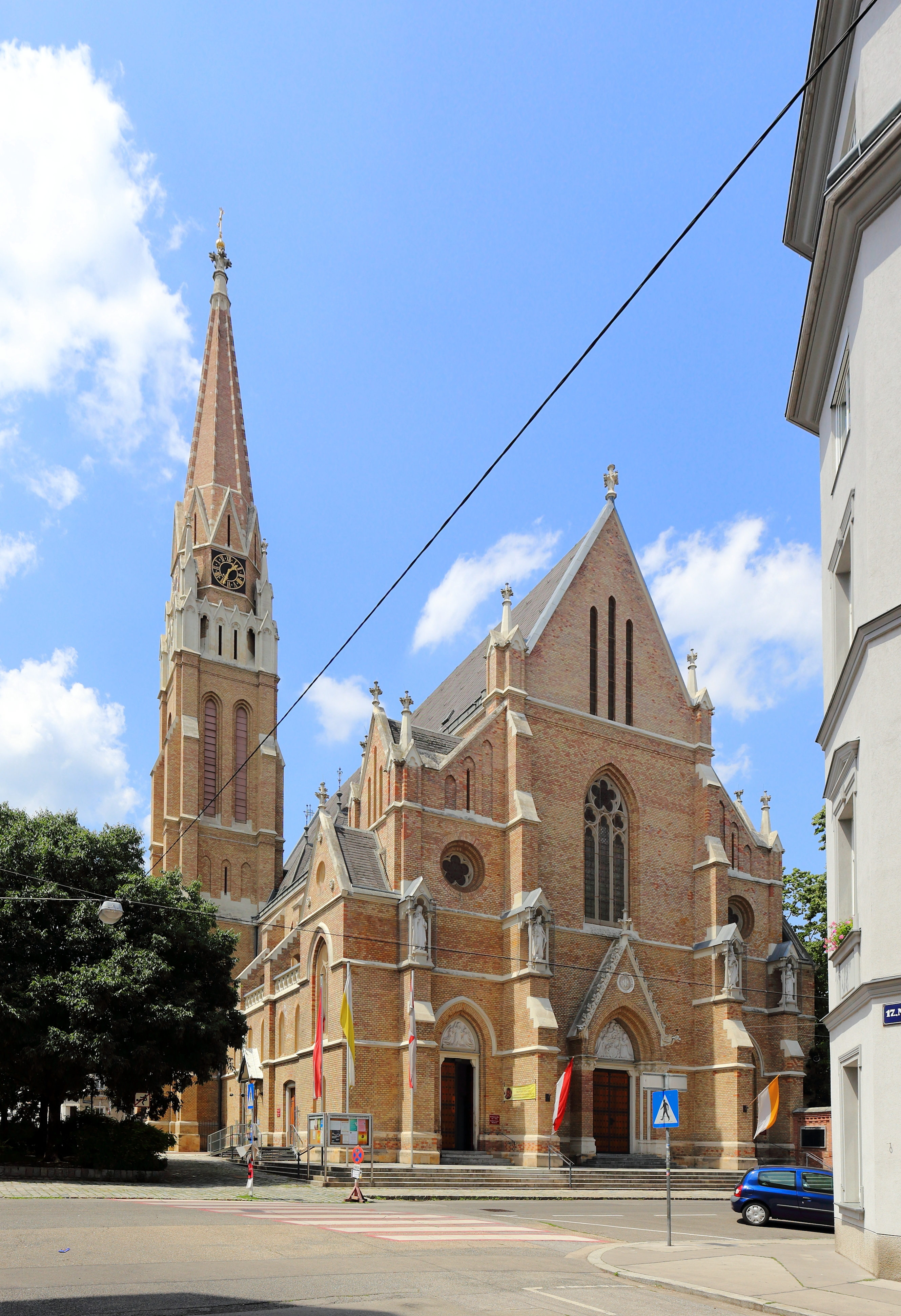
Ansicht von Südosten

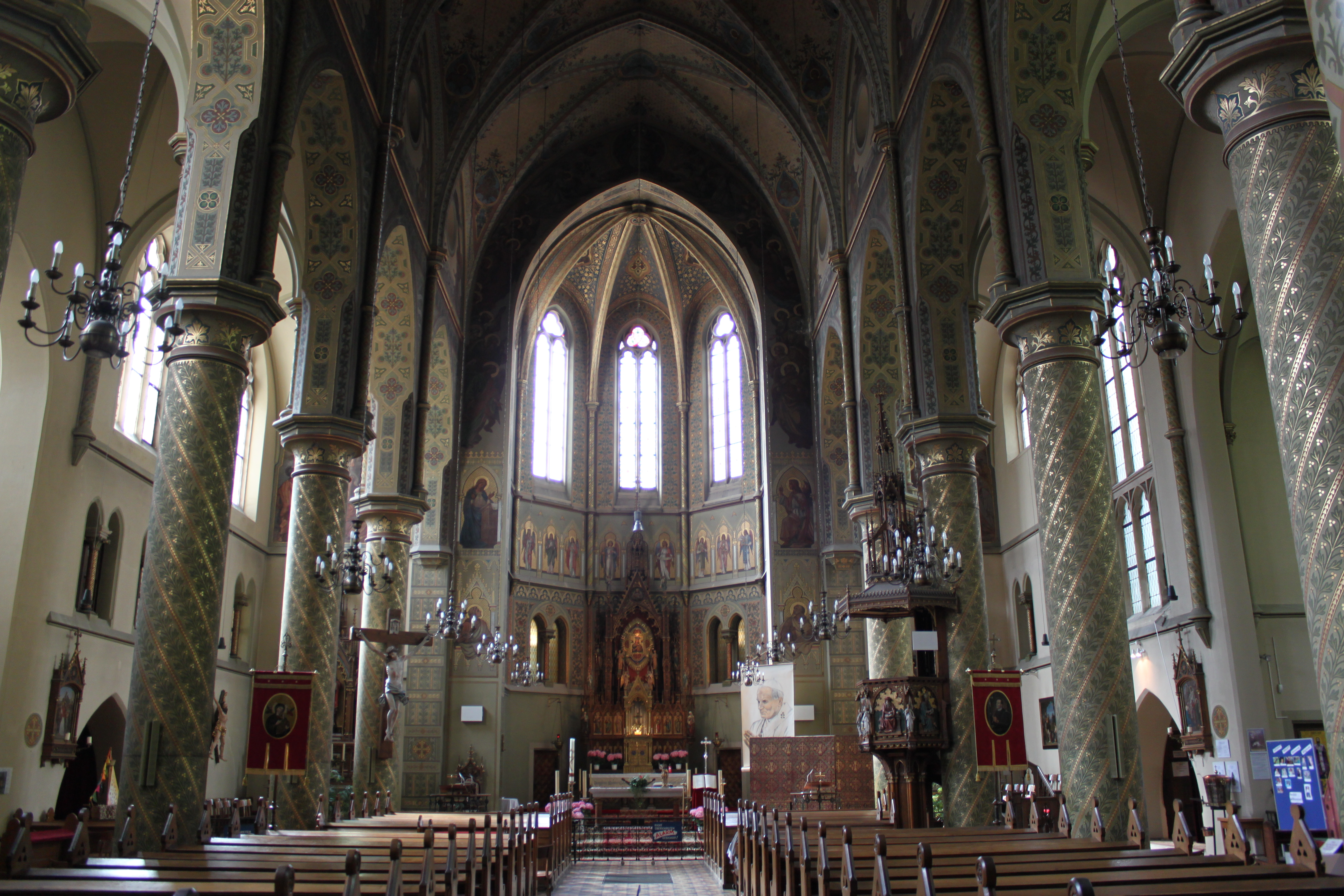
Innenraum der Kirche

Die Redemptoristenkirche ist ein römisch-katholisches Kirchengebäude im 17. Wiener Gemeindebezirk Hernals. Sie ist Maria, Mutter von der immerwährenden Hilfe geweiht.

## Lage und Architektur
Die neugotische Pseudobasilika des Architekten Richard Jordan befindet sich am Clemens-Hofbauer-Platz im Bezirksteil Hernals. Ihre südliche Front mit dem großen Kirchturm ist gegen den Platz hin ausgerichtet. Im Norden schließen das dreigeschoßige Konvent und der Klostergarten an. Die Kirche ist in Sichtziegel-Bauweise errichtet und von Seitenaltären und Zubauten umschlossen. Über den Portalen des Vorbaues finden sich Sandsteinreliefs. In der Mitte die Mutter von der immerwährenden Hilfe mit dem Heiligen Alfonso Maria de Liguori, dem Gründer des Redemptoristenordens und dem Heiligen Clemens Maria Hofbauer, sowie dem Wappen des Redemptoristenordens. Auf den Strebepfeilern stehen die Statuen der Heiligen Theresia von Avila, des Erzengels Michael, des Heiligen Leopolds und Maria Magdalenas. Tympanonreliefs und Statuen sind Arbeiten des Bildhauers Rochus Haas. Von ihm ist auch die Pietà in der Grotte am Fuß des Turms.
Die Redemptoristenkirche steht unter Denkmalschutz (Listeneintrag). Zeichnungen mit Richard Jordans Entwürfen zur Redemptoristenkirche und zur Pfarrkirche Gersthof wurden im Jahr 1900 auf der Pariser Weltausstellung präsentiert. Kunst- und architekturgeschichtlich bedeutend ist vor allem die aus der Erbauungszeit erhaltene neugotische Ausstattung und Einrichtung. Der Hochaltar ist ein Werk des Redemptoristenbruders Maximilian Schmalzl, der auch die Kreuzwegbilder schuf. Der Altar in der Turmkapelle ist Alfonso Maria de Liguori geweiht, jener im Kapellenzubau Klemens Maria Hofbauer, ebenfalls Redemptorist sowie Stadtpatron von Wien. In der Kirche befindet sich eine Kopie des Gnadenbilds Unsere Liebe Frau von der Immerwährenden Hilfe, dessen Original in der Kirche Sant'Alfonso all'Esquilino in Rom aufbewahrt wird. Die Ikone Madonna der Liebenden aus dem 18. Jahrhundert stammt ursprünglich aus dem Krankenhaus St. Elisabeth in Landstraße. Ein Andreaskreuz aus dem dritten Viertel des 18. Jahrhunderts wird dem Umkreis des Barock-Bildhauers Josef Stammel zugeschrieben. Der dreischiffige Innenraum der Redemptoristenkirche ist in Grün- und Gold-Tönen gehalten.

## Geschichte
Erbaut wurde die Kirche in den Jahren 1886 bis 1889 als Klosterkirche der Redemptoristen. 1937 wurde sie zur Pfarrkirche erhoben. Die in der Redemptoristenkirche beheimatete Marienpfarre ist heute eine von vier Pfarren im Stadtdekanat 17.
Durch Bombenangriffe im Zweiten Weltkrieg wurde das Gebäude 1944/45 beschädigt. 1954 wurde der Kirchturm renoviert, 1957 folgten Ausbesserungsarbeiten und die Anschaffung der jetzigen Glocken. 1974 wurde der Innenraum restauriert. Beim Orgelneubau der Firma Rieger im Jahr 1983 wurden Teile der alten Orgel von 1891 verwendet.